# Vestido de Hello, Dolly!
El vestido de Hello, Dolly! (en inglés: Hello, Dolly! dress) es un traje que la actriz Barbra Streisand lució en la película Hello, Dolly! (1969).

## Historia

### Contexto
Inicialmente, tanto el director Gene Kelly como el productor Ernest Lehman deseaban que Carol Channing, quien dio vida originalmente al personaje de Dolly en el musical de Broadway Hello, Dolly! (en el que se basa la película), protagonizase el filme; no obstante, cambiarían de opinión al ver la actuación de Channing en Thoroughly Modern Millie (1967), pues consideraron que su interpretación era exagerada a la par que denotaba una gran falta de talento y de cualidades vocales. Kelly pensó entonces en Judy Garland, con quien debutó en el cine en For Me and My Gal (1942), además de haber trabajado con ella en varias otras películas. Sin embargo, los graves problemas de adicción de Garland, ampliamente divulgados en la prensa de la época, crearon un clima de desconfianza en los productores, quienes no querían arriesgarse a que el proyecto se retrasase como en su momento sucedió con El valle de las muñecas (1967), producción de la que la actriz terminaría siendo despedida para ser reemplazada por Susan Hayward. Tras ser Garland descartada, se pensó en Ethel Merman, quien sin embargo rechazó el papel, entablándose conversaciones posteriormente con Mary Martin, la cual no se presentó en los estudios para cuando se la había citado (entre otras actrices que rechazaron interpretar a Dolly se encontraban Bette Davis, Julie Andrews, Ginger Rogers, Betty Grable y Martha Raye). Finalmente se eligió a Barbra Streisand, quien acababa de protagonizar Funny Girl (1968), película por la que en 1969 ganaría el Óscar a la mejor actriz, todo un logro considerando que este filme fue su debut cinematográfico. La elección de Streisand, quien por contrato estaba obligada a participar en dos musicales más de la 20th Century Fox, fue duramente criticada debido a que se consideró que la actriz era demasiado joven para interpretar a una viuda casamentera, aparte de existir una notable diferencia de edad con Walter Matthau, su pareja en el filme, quien además maltrató a Streisand durante el rodaje del mismo modo que otros miembros del elenco y del equipo técnico, entre ellos el director.

### Creación
Para el número más importante de la película, titulado «Hello, Dolly!», en un principio se pensó en elaborar un traje idéntico al del musical de Broadway; sin embargo, Streisand quería que su personaje se diferenciase lo máximo posible de la versión interpretada por Channing, por lo que pidió a la diseñadora de vestuario del filme, Irene Sharaff, que cambiase el color del atuendo, el cual, originalmente rojo, encajaba con los gustos personales de la diseñadora: «Veo todo en bloques de color como si fuera una pintura. Si tengo un leitmotiv, un logo, sospecho que está asociado con los colores que prefiero: rojos, rosas, naranjas». No obstante, con el fin de satisfacer el deseo de la actriz, Sharaff elaboró un vestido en color dorado enteramente cubierto de cristales y pedrería cuya labor de confección supuso la exorbitante cifra de $10 000 de la época, aunque también se afirma que el valor total del traje era de $53 472 y que el hilo de oro del que está hecho había costado $8000, lo que lo convierte, supuestamente, en la prenda más cara de la historia del cine. Teniendo en cuenta que el filme está ambientado en la década de 1890, Sharaff creó un vestido inspirado en la moda de entonces, definiendo aquella era como «un periodo muy opulento, mucho más que lo que estamos viviendo ahora. Fue una época peculiar, demasiado elaborada y poco clara». En lo que atañe al diseño, Sharaff relató en 1968 cómo fue el proceso:

Primero, bosquejo el personaje tal y como lo imagino en el guion. Luego, tras conocer a la estrella, modificaré el concepto para ajustarlo a la personalidad del actor o actriz. Las ropas deben ser funcionales. Una estrella está severamente limitada si él o ella no puede moverse libremente en un traje. Barbra Streisand, por ejemplo, tiene que bailar con algunos de sus trajes, de modo que deben moverse de forma diferente a los trajes rectos. También me preocupa mucho si un traje se limpiará bien o no, pues muchos vestidos son demasiado caros para duplicarlos. Por ejemplo, cuando Barbra canta la canción principal en Hello, Dolly! el vestido que lleva es el ítem más costoso del vestuario de toda la película. Está completamente bordado con lingotes de oro y es terriblemente caro.

Sharaff dispuso que el vestido fuese elaborado en terciopelo y que el mismo contase con una larga cola, siendo la pedrería cosida a la tela probablemente por Paule Drissi, de la empresa Getson Eastern Embroidery, con sede en Los Ángeles. Para los ensayos previos al rodaje, Streisand llevó una réplica realizada en muselina, tela cuya ligereza facilitaba la compleja coreografía del número, detalle que sin embargo causaría un inconveniente de cara a la filmación, mientras que el propio diseño provocaría un incidente del cual se harían eco los medios de comunicación.: 62-62B 

### Incidente

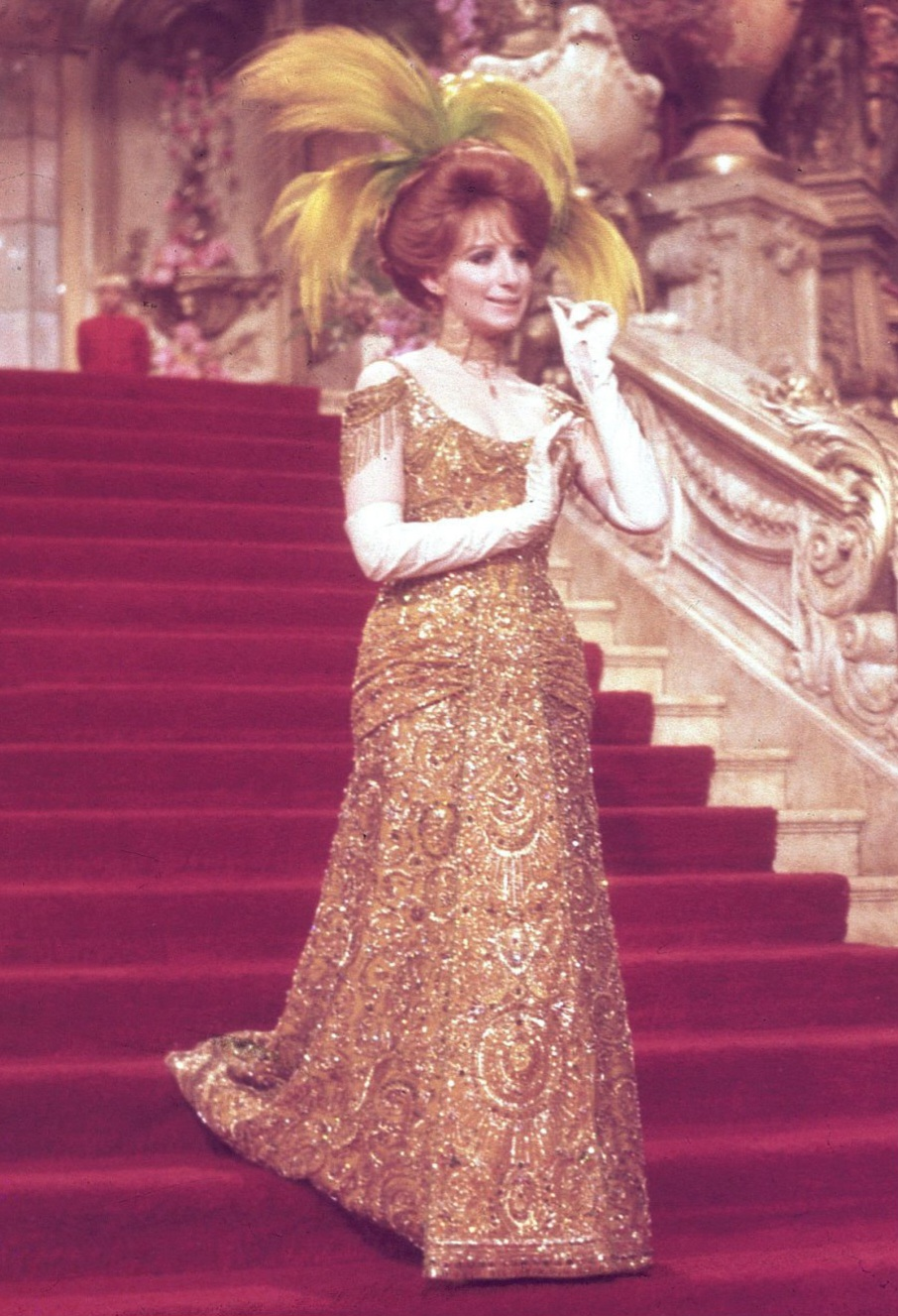
Barbra Streisand en Hello, Dolly! (1969). En la imagen se puede apreciar la cola del vestido.

Durante uno de los ensayos, tanto Lehman como Michael Kidd, coreógrafo del número, quisieron comprobar la funcionalidad del atuendo, aún sin terminar y del que sospechaban que sería demasiado pesado para que Streisand pudiese ejecutar las patadas incluidas en la coreografía. Kidd, ubicado en el nivel inferior de la pista de baile, dio una palmada para indicar el inicio del ensayo; los bailarines que acompañaban a la actriz, vestida con la réplica de muselina, se pusieron en posición, colocando Lehman un taburete junto a Kidd para observar el número, cuya pista ya había sido grabada. Cuando Kidd dijo «vamos a empezar desde el principio», Streisand comenzó a descender lentamente por la escalera de la escenografía mientras pronunciaba las palabras «hola Rudy. Bueno, hola, Harry». Una vez llegó al final de la escalera, el ritmo de la canción empezó a acelerarse; los bailarines comenzaron a arremolinarse en torno a la actriz al tiempo que circundaban la rampa que conducía al área inferior de la pista. En ese instante Streisand tropezó hasta en dos ocasiones con la cola del vestido mientras que los bailarines la pisaron dos veces. Pese a este incidente, el ensayo continuó hasta el final, con la actriz subiendo la escalera, momento en que Kidd silbó para indicar que la música cesase.: 62-62B  Tal y como registró la revista Life en febrero de 1969:

«La cola tiene que irse, Ern», dijo Kidd a Lehman.
«Tal vez sería mejor que trajésemos a Irene aquí», dijo Lehman titubeantemente.
«Claro, Ern, trae a Irene aquí, pero la cola sigue teniendo que irse», dijo Kidd amablemente.
Se hizo un llamado a Irene Sharaff para que fuese inmediatamente al Escenario 14. Lehman se tocó el cuello de su camisa Zhivago. «Michael, no creo que el número termine correctamente», dijo. «Creo que Barbra debería bajar hacia la cámara, no alejarse de ella».
«No hay duda, Ern, esto apesta», dijo Kidd agradablemente.
«Lo que quiero decir, Mike…», comenzó Lehman.
«Ningún problema, Ern», le dijo Michael a Kidd. «El número no está terminado. Solo estamos aquí para ver cómo funciona el vestido y cómo funciona el decorado».
«No apesta, Mike, no es eso lo que quiero decir».
«Ern, el número no está terminado», dijo Kidd firmemente.: 62B 

Tras este breve diálogo Sharaff se presentó en el set. De acuerdo con la crónica de Life, llevaba puesta una minifalda de gamuza, una blusa de fular y un sombrero de rancho. Kidd procedió a explicarle el incidente provocado por la cola del vestido mientras la diseñadora fumaba un cigarro, pidiéndole Sharaff que realizase otro ensayo para poder comprobar por sí misma el problema del traje, a lo que Kidd accedió. Al poco de iniciarse el número, en el momento en que los bailarines rodeaban la pista de baile, la diseñadora se giró levemente en el taburete en el que estaba sentada para poder seguir con detalle todos los movimientos de la coreografía. Debido a que durante este nuevo ensayo tanto Streisand como sus acompañantes pisaron otra vez la cola del atuendo, Kidd reanudó la conversación acerca de su retirada:: 62B 

«¿Ves lo que digo?», dijo Kidd cuando paró la música.
Irene Sharaff apagó el cigarro con la punta del zapato. «No Michael, no veo cuál es el problema».
«Es simple, Irene», dijo Kidd. «Barbra tropieza con ella, los bailarines tropiezan con ella».
«Tal vez si cambiases los movimientos, Michael, los bailarines no la pisarían», dijo Irene Sharaff.
Lehman se secó la frente furioso. Kidd parecía imperturbable. «Seguiríamos teniendo a Barbra tropezando con ella».
«No creo que en el vestido final lo haga», dijo Irene Sharaff. «El material es muy pesado, fluye mucho mejor que la muselina».
«Hay otro problema», dijo Kidd pacientemente. «El vestido es tan pesado que Barbra no será capaz de patear al final del número».
«Pero Michael», dijo Irene Sharaff como si hablase con un niño, «¿es necesaria la patada?».
«Yo creo que lo es, sí», dijo Kidd. Parecía imperturbable por la obstinación de Irene Sharaff.
«El vestido estará terminado la próxima semana, Michael», dijo Irene Sharaff. «¿Por qué no esperamos a ver a Barbra con él antes de hablar de cambios?».
«Claro, Irene», dijo Kidd alegremente. «Y si el vestido no funciona, entonces se harán algunos cambios».: 62B 

Finalmente, la cola del vestido sería retirada, aunque la misma es todavía visible en la secuencia en la que Streisand baja la escalera, tras lo cual desaparece. A mayores, la coreografía sería modificada con el fin de ajustarse a las características del atuendo, cuyo elevado peso provocó que la actriz tuviese que descansar entre tomas.

### Paradero

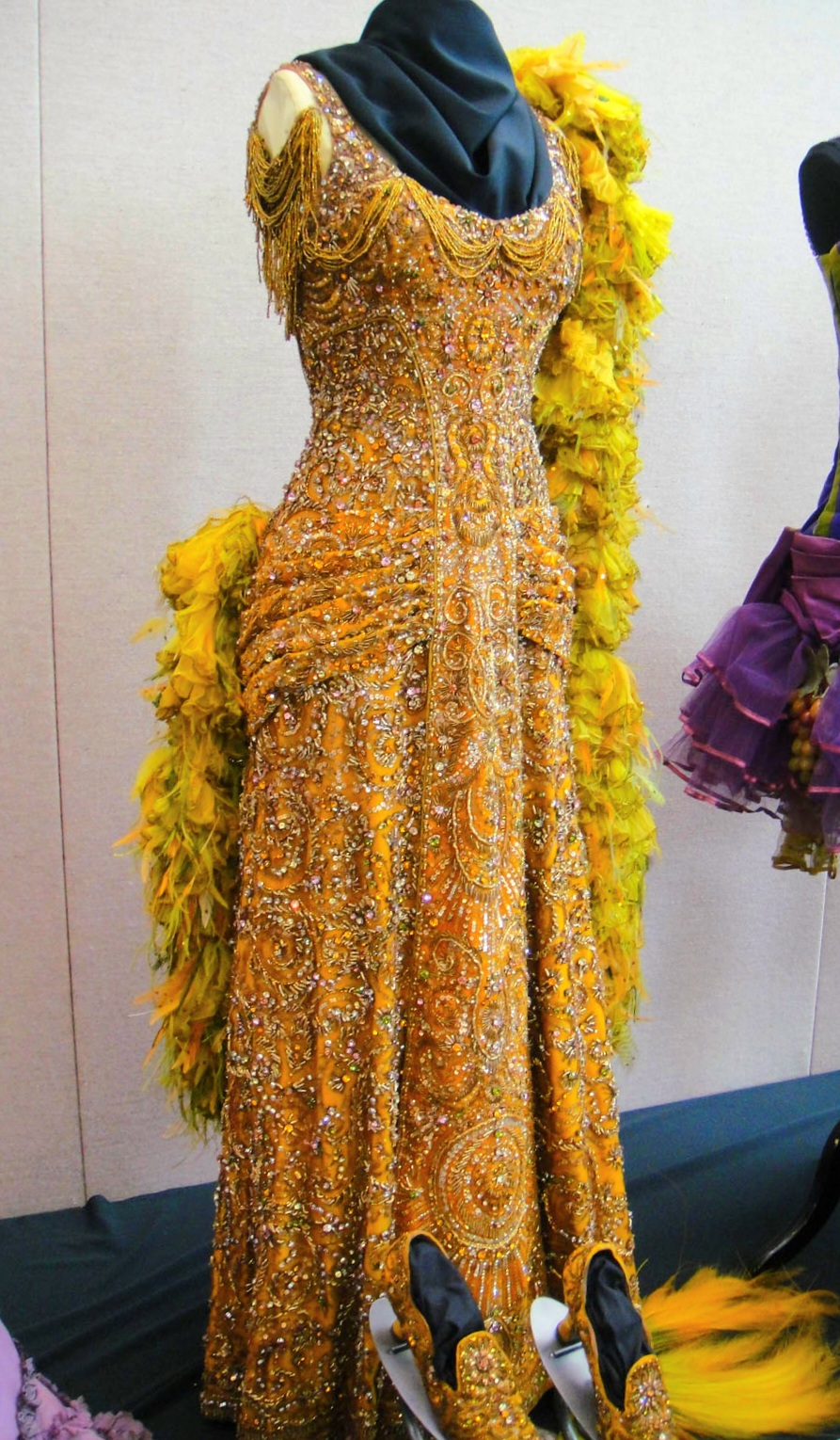
El vestido de Hello, Dolly! en el Paley Center for Media de Beverly Hills durante la subasta de Debbie Reynolds en 2011.

A diferencia de otras prendas icónicas del cine, como el vestido de Glinda, el vestido Letty Lynton y el vestido Cheek to Cheek (presumiblemente perdidos), el vestido de Hello, Dolly! se ha conservado gracias a la actriz Debbie Reynolds, quien pudo comprarlo poco antes de la subasta que los estudios celebraron en 1975 debido a que conocía a Dennis Stanfill, presidente de la 20th Century Fox de 1971 a 1981. Reynolds incorporó la prenda a su colección de objetos del cine, reunida en el Hollywood Motion Picture Museum, organización fundada en 1972 y localizada en el Debbie Reynolds Hotel & Casino, en Las Vegas, hasta su bancarrota en 1997, tras lo cual sería reubicada en Pigeon Forge (Tennessee), cerca de Dollywood, donde permaneció desde 2008 hasta 2011, año en que cerró definitivamente por problemas financieros, siendo la colección sacada a subasta ese mismo año. El atuendo fue vendido como el lote 538 por Profiles in History en la primera parte de la subasta, celebrada el 18 de junio de 2011; con un valor estimado en entre $60 000 y $80 000: 288  (aunque se afirmó que su precio superaría ampliamente los $100 000), el traje, junto con los zapatos y el tocado de plumas que lo acompañaban, fue vendido finalmente por $123 000, permaneciendo desde entonces en paradero desconocido. Además de este atuendo, en la misma subasta se vendió otro de los trajes de Streisand en la película: el vestido color lavanda que la actriz luce en la escena de la tienda de ropa, vendido por más de $67 000, mientras que el 17 de mayo de 2014 Profiles in History vendió por $14 760 una réplica del atuendo elaborada en 1996 con un coste de $10 000 para el That's Entertainment tour de Reynolds, subastando Julien's Auctions un boceto del vestido por $2240 en 2020.
La adquisición de la prenda por parte de Reynolds pudo evitar que corriese con la misma suerte que otros trajes icónicos del cine, pues el vestido, en caso de no haberse vendido en la subasta de la 20th Century Fox, podría haber sido reutilizado para otros filmes y haberse desgastado con el uso, lo que podría haber llevado a que el atuendo fuese tirado a la basura sin saberse siquiera en qué películas había aparecido, aunque un deficiente almacenaje podría haber deteriorado igualmente la prenda (las perchas de madera, conocidas por su alto contenido en ácido, solían provocar que los vestidos se desgarrasen en la zona de los hombros). A su vez, el atuendo pudo haber corrido el riesgo de ser robado; durante muchos años los estudios no tuvieron ningún tipo de cuidado con los trajes, accesorios, guiones y demás elementos vinculados a las películas que producían, sin ser conscientes del alto valor que acabarían teniendo en el futuro (a menudo los empleados se llevaban estos objetos como recuerdo sin permiso, sabedores de que a los directivos no les importaba esta sustracción de material). Otra posibilidad que la compra de Reynolds pudo haber evitado fue que el vestido se modificase para su uso en otros filmes, lo que habría provocado la pérdida parcial del traje a la par que una considerable reducción de valor a nivel artístico e histórico. La modificación de prendas en la industria del cine para su reciclaje ya era habitual entonces e incluso antes, destacando el caso de tres vestidos facturados por Gilbert Adrian: el traje de chifón de Greta Garbo en Camille (1936), completamente modificado para Joan Fontaine en Rebecca (1940); el vestido de Glinda, originalmente lucido por Jeanette MacDonald en San Francisco (1936) y severamente modificado para Billie Burke en El mago de Oz (1939); y otro traje de MacDonald de la misma película, levemente alterado para Gracie Allen en Honolulu (1939).

## Descripción
Inspirado en la moda de finales del siglo xix (concretamente la década de 1890), aunque influenciado por la estética imperante en los años 1960, el atuendo consiste en un vestido de noche color topacio ajustado en la zona del busto y en las caderas, ampliándose ligeramente al final de la falda, larga hasta los pies. Con escote redondo por delante y también por detrás, dejando la espalda al descubierto casi en su totalidad, sobre los hombros destacan una serie de flecos dorados, luciendo en el frente un listón que abarca desde debajo del busto hasta el extremo inferior de la falda y en la pelvis un drapeado de influencia egipcia a modo de peplum que acentúa las caderas creando una cintura de avispa, muy acorde al estilo de las Gibson Girls. Con zapatos a juego, destacaban como complementos un llamativo tocado de plumas, una gargantilla en hilo de oro de varias tiras y un par de guantes largos de color blanco. En lo relativo a la tela, el traje, con un peso aproximado de 18 kilogramos, está confeccionado en terciopelo, mientras que la pedrería se compone de gemas de distintos colores y cristales de Swarovski dibujando remolinos de estilo art nouveau. De acuerdo con la descripción de la subasta: «Más de media libra de oro de catorce quilates se encuentra en el hilo y los alrededores de las joyas (algunas estimaciones lo sitúan en hasta una libra) acentuada en toda su superficie por piedras preciosas de numerosos tipos y colores, incluidos cristales de Swarovski, que crean un extraordinario efecto de arcoíris brillante en la luz cuando se gira». Respecto a la cola, de 75 centímetros de longitud, la propia Sharaff declaró en una entrevista en 1968 que «está hecha de oro puro. Viene en tubos muy finos, es plegable y puede ser enhebrada como los abalorios. Debido a algunos problemas técnicos de iluminación, el material de oro puro fue la única manera en que pude lograr la calidad que tanto el director como yo queríamos».

## Legado

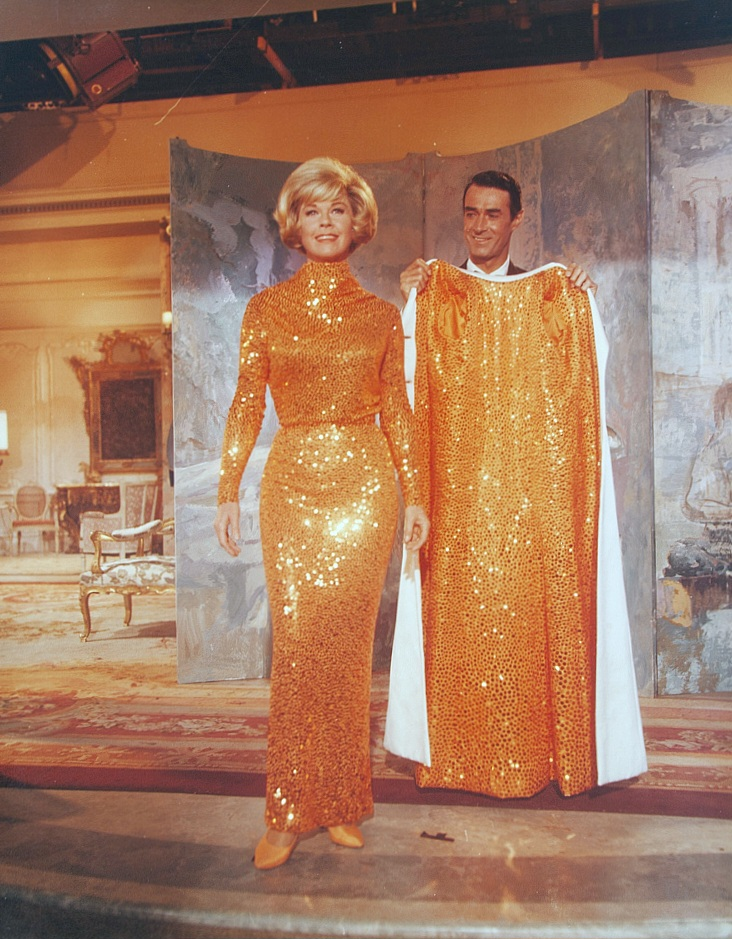
Doris Day en Do Not Disturb (1965).

El traje, que junto con el resto del vestuario del filme le valdría a Sharaff una nominación al Óscar, está considerado actualmente el atuendo más famoso de la película y una de las prendas más icónicas del cine. A lo largo de su vida Streisand llevaría trajes muy similares al de Hello, Dolly!, como un diseño obra de Ray Aghayan para la Scopus Award Gala de 1984, inspirado en la pintura de Gustav Klimt La dama dorada (1907), y un conjunto de vestido y chaqueta para la gira Barbra Live que la actriz lució en Berlín en 2013, si bien ya en Funny Girl había llevado un traje ligeramente parecido aunque de distinto color facturado también por Sharaff. El atuendo ha tenido a su vez influencia en el cine; Sharon Stone lució un traje vagamente similar en Casino (1995), obra de Bob Mackie, mientras que Helen Mirren llevó una prenda semejante en The Fiendish Plot of Dr. Fu Manchu (1980), diseñada por John Bloomfield, y Goldie Hawn un atuendo ligeramente similar en Overboard (1987), creación de Wayne A. Finkelman, aunque ya con anterioridad a Funny Girl y Hello, Dolly! se habían visto en pantalla trajes parecidos, como el de Marjorie Reynolds en Holiday Inn (1942), obra de Edith Head; el de Marlene Dietrich en A Foreign Affair (1948), también de Head; y el de Doris Day en Do Not Disturb (1965), facturado por Aghayan. De igual modo, el vestido ha tenido influencia en el mundo de la moda; Zuhair Murad presentó atuendos similares en, entre otras, su colección otoño/invierno de 2011-2012 (prenda lucida por la cantante Taylor Swift en los Premios Grammy de 2012) y su colección otoño/invierno de 2016-2017, haciendo lo propio Elie Saab en su colección otoño/invierno de 2022-2023 y Georges Hobeika en su colección primavera/verano de 2024. Así mismo, la fama del traje ha llevado a que actualmente empresas como Molly Nguyen Design ofrezcan al público réplicas de la prenda, destacando a su vez una reproducción en miniatura tanto del vestido (obra del artista Juanjo Mellado) como de la actriz por parte de la firma OskArt Dolls. Respecto a la versión lucida por Channing en el musical de Broadway, creada por Freddy Wittop y que sirvió de base para el atuendo diseñado por Sharaff, la misma se conserva actualmente en el Museo Nacional de Historia Estadounidense y ha seguido replicándose a lo largo de los años para su uso en las sucesivas reposiciones de la obra.